# Gyelse Shenphen Thaye
| Tibetische Bezeichnung                                 |
| ------------------------------------------------------ |
| Tibetische Schrift: རྒྱལ་སྲས་གཞན་ཕན་མཐའ་ཡས།               |
| Wylie-Transliteration: rgyal sras gzhan phan mtha' yas |
| Chinesische Bezeichnung                                |
| Vereinfacht: 嘉色賢遍泰耶                              |
| Pinyin:Jiase Xianbian Taiye                            |

Gyelse Shenphen Thaye (tib. rgyal sras gzhan phan mtha' yas; * 1800; † 1869 oder 1870), der 1. Dzogchen Gemang (rdzogs chen dge mang) Rinpoche, war ein tibetischer Dzogchen-Meister. Er war der Gründer des Shri Singha Shedra des Dzogchen-Klosters, eines der wichtigsten Zentren für Nyingma-Studien. Er ist unter anderem der Verfasser des Kommentares „Trulgyi Demig“ ( 'phrul gyi lde mig „Magischer Schlüssel“) zu Thonmi Sambhotas zwei erhaltenen Abhandlungen zur tibetischen Grammatik: sum cu pa  („Dreißig Verse“) und rtags kyi 'jug pa, der einen Bestandteil des Nyingma-Shedra-Curriculums bildet.